# Ujung Padang (Barumun Tengah)
Ujung Padang is een bestuurslaag in het regentschap Padang Lawas van de provincie Noord-Sumatra, Indonesië. Ujung Padang telt 207 inwoners (volkstelling 2010).